# Ramsau am Dachstein
Ramsau am Dachstein è un comune austriaco di 2 765 abitanti nel distretto di Liezen (subdistretto di Gröbming), in Stiria.

## Sport
Stazione sciistica, la località è attrezzata per la pratica dello sci nordico (tra i suoi impianti figura il trampolino W90-Mattensprunganlage); ha ospitato i Mondiali della disciplina nel 1999 e numerose tappe della Coppa del Mondo di combinata nordica, della Coppa del Mondo di salto con gli sci e della Coppa del Mondo di sci di fondo.

## Cultura

### Media
A Ramsau am Dachstein è ambientata la serie televisiva Die Bergretter.